# Bir Tiguisit
Bir Tiguisit o Bir Tighissit (en àrab بير تيغیسیت, Bīr Tīḡīssīt; en amazic ⴱⵉⵔ ⵜⵉⵖⵉⵙⵙⵉⵜ) és un localitat del Saguia el Hamra situada al Sàhara Occidental. Es troba al sud de Tifariti, prop de la frontera amb Mauritània. Actualment es troba controlada pel Front Polisario, als anomenats Territoris Alliberats o Zona Lliure. les autoritats marroquines l'han integrat en la província d'Es-Semara de la regió de Laâyoune-Sakia El Hamra.
El desminat realitzat per la MINURSO ha fet que aquesta població s'hagi revitalitzat. Consta d'un petit hospital, escola i unes petites tendes.
Bir Tiguisit es troba prop de les restes de l'antiga població colonial espanyola de Colomina i d'una de les bases de MINURSO.